# A föld szeretője
A föld szeretője (egyes forrásokban tévesen A Föld szeretője) 2010-ben készült és bemutatott magyar filmdráma, mely Zsolnay Vilmos élettörténetét dolgozza fel, Pozsgai Zsolt rendezésében, Őze Áron főszereplésével.

## Cselekmény
A fiatal Zsolnay Vilmost apja kereskedőnek szánja, de a fiú titkon inkább festőművész lenne. Amúgy is furcsa szokások jellemzik, egyebek mellett az is, hogy rendszeresen időzik rég halott nővére szobájában és "beszélget" vele. Nagyvilági életet élő bátyja edénygyárat alapít a városban, de kalandor vére újabb kihívások felé űzi, így a gyár egy nap Vilmosra marad. Feltűnik a színen egy titokzatos, olasz öregember is, aki megosztja vele egy különleges kerámiamáz receptjét, ami alapvetően változtatja meg a fiú életét. Ettől kezdve a történet egy, később világhírre szert tett ember életútját igyekszik bemutatni, szerelmek, tragédiák és örömök által kísért úton, egészen önmaga megismeréséig és az öröklétig.

## Közreműködők

### Szereplők
- Őze Áron – Zsolnay Vilmos
- Koncz Gábor – Zsolnay Miklós, Vilmos apja
- Görög László – Tamás
- Paczuk Gabi – Júlia
- Auksz Éva – Teréz
- Tarsoly Krisztina – Borbála
- Sunyovszky Szilvia – Olga
- Lux Ádám – Kristori
- Kézdy György – Benedetto
- Máté P. Gábor – Lörinc
- Rák Zoltán – Kismiklós
- Németh János – Arnoldi
- Benczédi Sándor – Stirling
- ifj. Jászai László – postamester
- Gidró Katalin – Stirling Anna
- Nádorfi Krisztina – Anna
- Pozsgai Rebeka – Kisjúlia
- Keilhauer Sára Alexandra – Kisteréz
- Balikó Tamás – Bubregh
- N. Szabó Sándor – Lammel
- Lipits Zsolt – Guzmann
- Nyirkó István – Lill
- Pitz Melinda – lány
- Quintus Konrád – orvos
- Jancsik Ferenc – püspök
- Szebeni János – munkás
- Unger Pálma – felügyelőnő
- Fischer Lilián – Virág Juli
- Kalocsai Mária – cigánylány
- Prosszer Mihály – Kocsis
- Wunderlich Miklós – hegedűs
- Schum László – pap

### Alkotók
- Rendező: Pozsgai Zsolt
- Forgatókönyvíró: Pozsgai Zsolt
- Zeneszerző: Gulyás Levente
- Operatőr: Nádorfi Lajos
- Vágó: Simák István

## Kritikák, ismertetések a filmről
- Kőhegyi Ilona: Harakiri. Pozsgai Zsolt: A föld szeretője / 42. Magyar Filmszemle. Revizoronline, 2011. május 7.; hozzáférés: 2025. február 22.
- Ritter György: A föld szeretője: A manufaktúra szerelmesei. Kritika Pozsgai Zsolt filmjéről MagyarFilm.hu, 2011. május 9.; hozzáférés: 2025. február 22.